# Mademoiselle Georgette Charpentier assise
Mademoiselle Georgette Charpentier assise est un tableau réalisé par le peintre français Auguste Renoir en 1876. De format vertical, cette huile sur toile est le portrait de Georgette, la fille de Georges et Marguerite Charpentier, les commanditaires. Âgée de quatre ans, la fillette y figure assise en robe bleue sur une chaise dans un intérieur décoré. Exposée lors de la troisième exposition impressionniste en 1877 à Paris, l'œuvre est conservée au musée Artizon de Tokyo, au Japon.